# WASP-19
WASP-19 eller Wattle, är en ensam stjärna i den mellersta delen av stjärnbilden Seglet.  Den har en skenbar magnitud av ca 12,31 och kräver ett teleskop för att kunna observeras. Baserat på parallax enligt Gaia Data Release 3 på ca 3,75 mas, beräknas den befinna sig på ett avstånd på ca 869 ljusår (267 parsek) från solen. Den rör sig bort från solen med en heliocentrisk radialhastighet på ca 21 km/s.

## Nomenklatur
Beteckningen WASP-19 anger att detta var den 19:e stjärnan som observerats med en planet av Wide Angle Search for Planets.
I augusti 2022 ingick WASP-19 bland 20 system som skulle namnges av det tredje NameExoWorlds-projektet. De godkända namnen föreslogs av ett team från Brandon Park Primary School i Wheelers Hill (Melbourne, Australien), ledda av vetenskapsmannen Lance Kelly och läraren David Maierhofer och tillkännagavs i juni 2023. WASP-19 heter "Wattle" och dess planeten heter "Banksia", efter växtsläktena Wattle (närmare bestämt den gyllene Acacia pycnantha) respektive Banksia (närmare bestämt den scharlakansröda banksia Banksia coccinea).

## Egenskaper
WASP-19 är en gul till vit stjärna i huvudserien av spektralklass G8 V. Den har en massa som är ca 0,97 solmassa, en radie på ca 0,89 solradie och utsänder från dess fotosfär energi motsvarande ca 0,71 gånger solen vid en effektiv temperatur av ca 5 600 K. Stjärnan är äldre än solen, har en bråkdel av tunga element utöver solens överskott och roterar snabbt och drivs upp av tidvatteneffekt som ökas av en jätteplanet i en snäv omloppsbana.

## Planetsystem
I december 2009 tillkännagav SuperWASP-projektet att en exoplanet av typen het Jupiter, WASP-19 b, kretsade mycket nära stjärnan och med den kortaste omloppsperioden av någon transiterande exoplanet som var känd vid den tiden.
| Planet      | Massa            | Halv storaxel (AE) | Siderisk omloppstid (d) | Excentricitet | Inklination   | Radie          |
| ----------- | ---------------- | ------------------ | ----------------------- | ------------- | ------------- | -------------- |
| b / Banksia | 1,168 ± 0,023 MJ | 0,01634 ± 0,00019  | 0,78884 ± 0,00000       | 0             | 78,76 ± 0,13° | 1,18 ± 0,12 RJ |